# Seznam slovenských katolických kněží a řeholníků perzekvovaných komunistickým režimem
Seznam perzekvovaných katolických kněží a řeholníků zachycuje slovenské katolické kněze a řeholníky, kteří byli perzekvováni komunistickou diktaturou. Dosavadní bádání věnující se perzekuci církve se věnují jen některým obdobím popř. některým skupinám a pozornost je většinou upřena na nejznámější osobnosti a procesy. Díky Ústavu pro studium totalitních režimů je také solidní přehled souzených řeholníků a procesů se skupinami zachycených v Kartotéce 48.
Významným procesem se stal proces s biskupy Vojtašákem, Buzalkou a Gojdičem v lednu Začiatkom januára 1951 (2-15.1) .
Je ale mnoho kněží, zejména diecézních, na které se málo pamatuje nebo se o nich neví.
Po drsných padesátých letech přišlo vlna perzekuce v šedesátých, kdy byli postiženy hlavně řeholní komunity. Sedmdesátá a osmdesátá léta byla ve znamení rafinovanější perzekuce v podobě hlídání a sledování hlavně hierarchie, řádů a nelegální církve.

## B
- Bak Juraj, SJ, amnestie 9.5.1960
- Bakoš Alois, amnestie 9.5.1960
- Barnaš Štefan, řeckokatolický biskup, amnestie 9.5.1960
- Bartosievicz Dominik, amnestie 9.5.1960
- Beňo Ján
- Bokor Josef,SDB, 4 roky vězení, amnestie 9.5.1960
- Bošňák Rudolf, amnestie 9.5.1960
- Botek Anton, v r. 1949 zatčen, r. 1951 utekl do Rakouska a potom do Říma
- Búda Jozef
- Bulka Štefan, amnestie 9.5.1960
- Buzalka Michal, biskup

## C
- Cehula Jozef, 12 roků vězení, V 2332, Tomanoczy a spol, Nejvyšší soud 23.12.1953

## Č
- Čekan Jan, amnestie 9.5.1960
- Čisárik Jan, amnestie 9.5.1960
- Čižmár Ondrej, amnestie 9.5.1960

## D
- Dermek Andrej, amnestie 9.5.1960
- Dubovský Peter SJ, biskup, 6 roků vězení, městský soud Praha 9-10.4.1963,
- Duchoň Vojtěch, amnestie 9.5.1960

## F
- Milan Faško - 3 roky
- Formánek Oskar SJ, amnestie 9.5.1960

## G
- Gallo Michal, amnestie 9.5.1960
- Galous Ondrej amnestie 9.5.1960
- Gabura Juraj, amnestie 9.5.1960
- Galan Petr, amnestie 9.5.1960
- Grich Štefan, amnestie 9.5.1960

## H
- Hagovský Ladislav, amnestie 9.5.1960
- Hanus Ladislav, 16 roků vězení
- Hatala Štefan, amnestie 9.5.1960
- Anton Havlík,vincentin, 8 roků
- Ján Havlík, vincentin, 14 roků
- Hlinka Adolf, amnestie 9.5.1960
- Hlubík Jan, amnestie 9.5.1960
- Hnilica Josef, 4 roky vězení, městský soud Praha 9-10.4.1963,
- Horský Pavol, SJ, 10 roků vězení, amnestie 9.5.1960
- Hromada Josef, amnestie 9.5.1960
- Huťka Josef, amnestie 9.5.1960
- Hutyra Ján, lazarista, 10 roků vězení, proces Ján Hutyra a spol.“ 1958, amnestie 1965
- Hyroš Karol, amnestie 9.5.1960

## J
- Januš Emilm, amnestie 9.5.1960
- Jendželovský Juraj, 18 roků vězení, amnestie 9.5.1960
- Jenčík Vojtěch, 16 roků vězení, amnestie 9.5.1960
- Jukl Vladimír

## K
- Kalata Dominik SJ, biskup, 4 roky vězení, soudní řízení Praha 9-10.4.1963,
- Kalavský Pavel, amnestie 9.5.1960
- Karmaš Augustin, amnestie 9.5.1960
- Kertis Josef, amnestie 9.5.1960
- Kleštinec Vladimír, SJ, 3 roky vězení, městský soud Praha 9-10.4.1963,
- Kliman Andrej, amnestie 9.5.1960
- Kliment Augustin, CSSR, amnestie 9.5.1960
- Kolmačka Alois, amnestie 9.5.1960
- Konopa Martin, 21 roků vězení
- Korbel Petr, amnestie 9.5.1960
- Koštial Štefan, amnestie 9.5.1960
- Korec Rudolf, amnestie 9.5.1960
- Krajňák Michal, amnestie 9.5.1960
- Krajčík Augustin, amnestie 9.5.1960
- Kravjanský Zoltán, amnestie 9.5.1960
- Krištín Štefan, vincentin, doživotí
- Krištín Vojtěch, vincentin, bohoslovec, 10 roků vězení
- Krivý Jan, amnestie 9.5.1960

## L
- Lucký Andrej, amnestie 9.5.1960

## M
- Maitner Ladislav, amnestie 9.5.1960
- Marko Matěj SJ, amnestie 9.5.1960
- Marko Jan, amnestie 9.5.1960
- Markovič Edmund, amnestie 9.5.1960
- Martinský Benjamin, amnestie 9.5.1960
- Matis Pavel 11 roků vězení, V 2332, Tomanoczy a spol, Nejvyšší soud 23.12.1953, amnestie 9.5.1960
- Mihal Andrej, amnestie 9.5.1960
- Milan Štefan, amnestie 9.5.1960
- Minarovich František, amnestie 9.5.1960
- Mitošinka Viliam, amnestie 9.5.1960
- Mocman František, amnestie 9.5.1960
- Mrkva Michal, 12 roků vězení, V 2332, Tomanoczy a spol, Nejvyšší soud 23.12.1953, amnestie 9.5.1960

## O
- Odrobina Eduard, amnestie 9.5.1960
- Orješek Ľudovít, amnestie 9.5.1960

## P
- Paňák František, amnestie 9.5.1960
- Pataky Pavel, amnestie 9.5.1960
- Paulik Josef, amnestie 9.5.1960
- Petráš Michal, amnestie 9.5.1960
- Pikala Bohuslav , vincentin, 18 roků vězení
- Pikala Pizerák Martin, 1 rok vězení
- Pobiecký Pavel, amnestie 9.5.1960
- Podolinský Štefan, amnestie 9.5.1960
- Potáš Jan
- Psárský Josef, amnestie 9.5.1960
- Puchovský Rudolf, amnestie 9.5.1960

## S
- Sandtner Štefan, amnestie 9.5.1960
- Sitár Pavel, amnestie 9.5.1960
- Slávik Vladimír, vincentin, 6 roků
- Srholec Antonín, amnestie 9.5.1960
- Srna Jan, SJ, amnestie 9.5.1960
- Szabadoš František, amnestie 9.5.1960
- Szilagyi Ferdinand, amnestie 9.5.1960

## Š
- Šafář Emil, amnestie 9.5.1960
- Šafčák Juraj, amnestie 9.5.1960
- Šesták Rudolf, amnestie 9.5.1960
- Šimonovič František, amnestie 9.5.1960
- Šmálik Štefan
- Špirko Jozef
- Štefan Milan, 11 roků vězení, V-2332, Tomanoczy a spol, Nejvyšší soud 23.12.1953

## T
- Takáč Ferdinand
- Tarnocy Ludovít, amnestie 9.5.1960
- Tikl Leonard, amnestie 9.5.1960
- Tkáč Juraj, amnestie 9.5.1960
- Tomanoczy Josef, 12 roků vězení, V-2332, Tomanoczy a spol, Nejvyšší soud 23.12.1953, amnestie 9.5.1960
- Tomašovič Michal, amnestie 9.5.1960
- Trebula Jan, amnestie 9.5.1960
- Trstenský Viktor, amnestie 9.5.1960

## V
- Vagač Viliam, amnestie 9.5.1960
- Vágner Adolf, amnestie 9.5.1960
- Valábek František,amnestie 9.5.1960
- Valko Josef, amnestie 9.5.1960
- Vojtas Josef, amnestie 9.5.1960

## Z
- Zeman Titus

## Ž
- Žemla Jan, amnestie 9.5.1960

## Seznam procesů
Krištín a spol., Krajský súd v Nitre 5. februára 1953 (kňaz Misijnej spoločnosti Štefan Krištín - doživotie, bohoslovci Misijnej spoločnosti: Vojtech Krištín - 10 rokov, Ján Havlík - 14 rokov, Anton Havlík – 8 rokov, Bohuslav Pikala -18 rokov, Vladimír Slávik - 6 rokov a Milan Faško - 3 roky, dcery kresťanskej lásky sestry Florina Barbora Boenighová – 15 rokov a Vincencia Anna Hansková - 15 rokov, diecézny kňaz Martin Pizerák - 1 rok, tajne vysvätený jezuitský kňaz Pavol Horský - 10 rokov a laici Anton Korec – 10 rokov (brat Jána Chryzostoma Korca), Ľudmila Fabišová – 5 rokov, Ján Hulla - 18 mesiacov, Matúš Hromada – 1 rok podmienečne na 2 roky, Katarína Valášeková 1 rok podmienečne na 2 roky a Pavol Bencz – 1 rok.)